# 阪南インターチェンジ
阪南インターチェンジ（はんなんインターチェンジ）は、大阪府阪南市にある阪和自動車道のインターチェンジである。供用前の仮称は「東鳥取インターチェンジ」であった。

## 概要
田辺・和歌山方面の出入口のみのハーフインターチェンジであり、吹田・松原方面へは泉南ICを利用することになる。
1990年3月29日に岸和田和泉ICまで開通するまでここが阪和自動車道の大阪方面側の終点であった。そのため、出入口から本線までの間は2車線である。延伸開業の際に出入口の手前から本線が分岐する形で建設されたため、料金所までのランプ部が非常に長くなっている。このような構造は東北自動車道の青森ICや舞鶴若狭自動車道の舞鶴西ICにも見られる。
なお、かつて出入口（阪和自動車道の旧本線）には阪南BSが併設されていたが、現在は廃止されている（廃止時期などは不明）。

## 道路
- E26 阪和自動車道（20番）

## 歴史
- 1974年（昭和49年）10月25日 : 阪和自動車道 阪南IC - 海南IC間開通に伴い、供用開始。[2][3]
- 1990年（平成2年）3月29日 : 阪和自動車道 岸和田和泉IC - 阪南IC間開通。[4][5]

## 周辺
- JR阪和線 和泉鳥取駅
- 大阪府立泉鳥取高等学校
- 第二阪和国道 石田ランプ
- わんぱく王国

## 接続する道路
- 大阪府道256号東鳥取南海線
- 大阪府道257号自然田鳥取荘停車場線

## 料金所

### 入口
- レーン数：2
  - ETC専用：1
  - ETC/一般：1

### 出口
- レーン数：2
  - ETC専用：1
  - 一般：1

## 隣
E26 阪和自動車道
(19)泉南IC - (20)阪南IC - （20-1）和歌山JCT（大阪方面出入路） - 紀ノ川SA- （20-1）和歌山JCT（白浜方面出入路） - (20-2)和歌山北IC